# Julie Strain

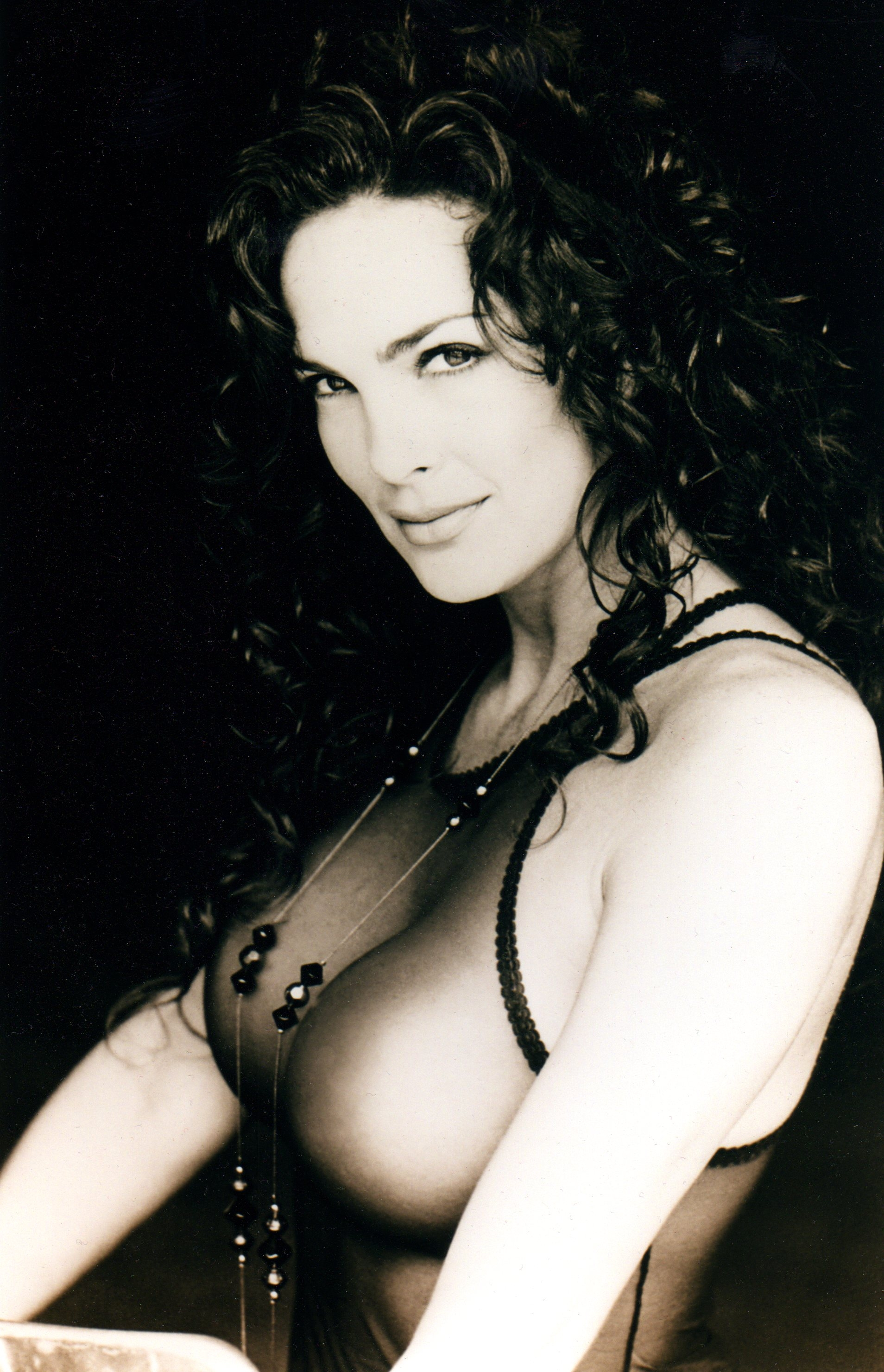
Julie Strain, vor 2008

Julie Strain (* 18. Februar 1962 in Concord, Kalifornien; † 10. Januar 2021 in Corona, Kalifornien) war eine US-amerikanische Schauspielerin und Model.

## Leben
Strain galt als die „Königin der B-Movies“ und ging mit großer Selbstironie damit um, wie sie es auch in ihrer 1997 erschienenen Autobiographie 6 Foot 1 and Worth the Climb beschreibt; so war sie sich nie zu schade, sich in Auftritten in A-Hollywoodproduktionen (so hatte sie u. a. kleine Rollen in Die nackte Kanone 33⅓, Geballte Ladung – Double Impact und Beverly Hills Cop III) selbst zu persiflieren. Im Laufe ihrer Karriere wirkte Strain in über 100 Produktionen mit. Parallel dazu arbeitete sie weiterhin sehr erfolgreich als Erotikmodel. 1993 wurde sie das sogenannte Penthouse Pet of the Year, nachdem sie zuvor Penthouse Pet June 1991 war, danach trat sie in mehreren Videoclips des Penthouse und des Playboy auf.
Strain diente als reales Vorbild für die Figur der Julie im Zeichentrickfilm Heavy Metal: F.A.K.K.². Im gleichnamigen Magazin erschienen häufig Fotografien und Zeichnungen, die auf dem Aussehen Strains basieren und von den mit ihr befreundeten Künstlern Olivia de Berardinis und Simon Bisley geschaffen wurden.
Als Regisseurin war sie für den Film Vampire Child (1999) verantwortlich. Für diesen und den Film Lingerie Kickboxer (1998), entwickelte sie auch das Drehbuch.
Julie Strain war von 1995 bis 2008 mit dem Comic-Künstler Kevin Eastman, einem der Erfinder der Teenage Mutant Ninja Turtles verheiratet und ist Mutter eines Sohnes namens Shane (* 2007). Im November 2018 wurde bekannt, dass sie an Demenz erkrankt sei, die sich überraschend entwickelte und sehr schnell fortschreitend war. Es wurde gemutmaßt, dass es mit einer früheren Gehirnverletzung zusammenhängen könnte, die sie als junge Frau erlitten hatte. Im Januar 2021 erlag sie den Folgen der Krankheit.

## Filmografie
- 1990: Von allen Geistern besessen! (Repossessed)
- 1991: Penthouse: Fast Cars Fantasy Women
- 1991: Deadly Revenge – Das Brooklyn-Massaker (Out for Justice)
- 1991: Geballte Ladung – Double Impact (Double Impact)
- 1991: Gefährliche Begierde (Carnal Crimes)
- 1991: Night Visions
- 1992: Kuffs – Ein Kerl zum Schießen (Kuffs)
- 1992: Spiele mit dem Feuer (Mirror Images)
- 1992: Wild Angel
- 1992: Witchcraft IV: The Virgin Heart
- 1992: Heiße Nächte in L.A. (Sunset Heat)
- 1992: Night Crimes (Night Rhythms)
- 1992: The Unnamable II (The Unnamable II: The Statement of Randolph Carter)
- 1992: Erotic Dreams
- 1992: Besessen bis zum Tod (Soulmates)
- 1992: Ambitious Desires
- 1993: Love Bites
- 1993: Heiße Girls mit Straps und Knarre (Fit to Kill)
- 1993: Psycho Cop II (Psycho Cop Returns)
- 1993: Teasers
- 1993: Penthouse Satin & Lace II: Hollywood Undercover
- 1993: Enemy Gold
- 1993: Babe Watch – Die Nichtschwimmer von Malibu (Bikini Squad)
- 1994: Future Shock
- 1994: Die nackte Kanone 33⅓ (Naked Gun 33⅓: The Final Insult)
- 1994: Beverly Hills Cop III
- 1994: The Mosaic Project (Infernal Soldiers)
- 1994: Midnight Confessions – Intime Geständnisse (Midnight Confessions)
- 1994: Deadworks – Heiß und tödlich (The Dallas Connection)
- 1994: Baywatch – Die Rettungsschwimmer von Malibu (Baywatch, Fernsehserie, eine Folge)
- 1994: The Devil’s Pet
- 1994: Play Time
- 1994: Penthouse: 25th Anniversary Pet of the Year Spectacular
- 1995: Penthouse: Behind the Scenes
- 1995: Magische Kräfte des Bösen (Sorceress)
- 1995: Im Netz der Leidenschaft (Victim of Desire)
- 1995: Virtual Desire
- 1995: Feuchte Zone L.A. (Blonde Heaven)
- 1995: Red Line
- 1995: Takin’ It Off Out West
- 1995: Starstruck
- 1995: Married People, Single Sex II: For Better or Worse
- 1995: Johnny Mnemonic: The Interactive Action Movie (VS)
- 1995: Big Sister 2000
- 1996: Penthouse: All Access
- 1996: Hollywood: The Movie
- 1996: Squanderers
- 1996: Power Ladies – Auf Biegen und Brechen (Day of the Warrior)
- 1997: Die Chaotentruppe vom 6. Revier (Busted)
- 1997: Bikini Hotel
- 1997: Guns of El Chupacabra
- 1997: Dark Secrets
- 1997: Sorceress II: The Temptress
- 1997: Sexkiller (Lethal Seduction)
- 1997: Last Road (The Last Road)
- 1997: St. Patrick’s Day
- 1997: Hollywood Cops
- 1997: Heavenly Hooters
- 1998: Crimes of the Chupacabra
- 1998: Masseuse 3
- 1998: Lingerie Kickboxer
- 1998: Return to Savage Beach (L.E.T.H.A.L. Ladies: Return to Savage Beach)
- 1998: Havasu Heat
- 1999: Desirable Liaisons (Fernsehserie)
- 1999: Armageddon Boulevard
- 1999: Bloodthirsty
- 1999: Babewatch Biker Babes
- 1999: Captain Jackson (Fernsehserie)
- 1999: Wasteland Justice
- 1999: Vampire Child
- 1999: The Escort III
- 1999: Ride with the Devil
- 1999: Devin’s Barefoot Initiation
- 2000: King of B-Movies (The Independent)
- 2000: Heavy Metal: F.A.K.K.² (Heavy Metal 2000, Stimme)
- 2000: The Rowdy Girls
- 2000: The Bare Wench Project
- 2000: Heavy Metal: F.A.K.K.² (CS)
- 2000: Centerfold Coeds: Girlfriends
- 2001: Sex Court: The Movie
- 2001: BattleQueen 2020
- 2001: The Man Show (Fernsehserie, eine Folge)
- 2001: Evilution – Die Bestie aus dem Cyberspace (How to Make a Monster, Fernsehfilm)
- 2001: The Bare Wench Project 2: Scared Topless
- 2001: Purgatory Blues
- 2002: BabeWatch: Dream Dolls
- 2002: Bleed
- 2002: Thirteen Erotic Ghosts
- 2002: The Bare Wench Project 3: Nymphs of Mystery Mountain
- 2002: Smoke Pot Till You Fucking Die
- 2002: Planet of the Erotic Ape
- 2002: God Squad! (Kurzfilm)
- 2002: Exquisite Feet
- 2002: .com for Murder
- 2003: Baberellas
- 2003: Birth Rite
- 2003: Zombiegeddon
- 2003: Delta Delta Die!
- 2003: Barefoot Superstar
- 2003: Rock n’ Roll Cops 2: The Adventure Begins
- 2003: Bare Wench Project: Uncensored
- 2003: HorrorTales.666
- 2004: Hellcats in High Heels 3
- 2004: Tales from the Crapper
- 2004: Blood Gnome
- 2005: Exterminator City
- 2005: No Pain, No Gain
- 2005: Bare Wench: The Final Chapter (Fernsehfilm)
- 2006: Azira: Blood from the Sand
- 2006: Evil Ever After
- 2007: The Devil’s Muse
- 2007: Chantal
- 2008: The Lusty Busty Babe-a-que (Fernsehfilm)
- 2008: Magus
- 2009: Space Girls in Beverly Hills
- 2011: Dark Dreamers (Fernsehserie, eine Folge)